# Wereldkampioenschap volleybal mannen 2014 (kwalificatie NORECA)
Deze pagina beschreef het kwalificatieproces voor het Wereldkampioenschap volleybal dat werd gehouden van 3 september tot en met 21 september 2014 in Polen. negenendertig landen streden om 5 plaatsen in het eindtoernooi.

## Tweede Ronde

### Groep I
- Locatie:  Saint-Martin
- Data:10-11 augustus 2013

|      |              |     | Wedstrijden | Wedstrijden | Sets | Sets | Sets |
| Rank | Team         | Pts | W           | L           | W    | L    |      |
| ---- | ------------ | --- | ----------- | ----------- | ---- | ---- | ---- |
| 1    | Bahama's     | 13  | 3           | 0           | 9    | 2    |      |
| 2    | Barbados     | 10  | 2           | 1           | 6    | 3    |      |
| 3    | Nicaragua    | 7   | 1           | 2           | 5    | 6    |      |
| 4    | Saint-Martin | 0   | 0           | 3           | 0    | 9    |      |

### Groep J
- Locatie:  Saint Lucia
- Data:27-28 april 2013

|      |                      |     | Wedstrijden | Wedstrijden | Sets | Sets | Sets |
| Rank | Team                 | Pts | W           | L           | W    | L    |      |
| ---- | -------------------- | --- | ----------- | ----------- | ---- | ---- | ---- |
| 1    | Saint Lucia          | 10  | 2           | 1           | 7    | 4    |      |
| 2    | Haïti                | 10  | 2           | 1           | 7    | 4    |      |
| 3    | El Salvador          | 9   | 2           | 1           | 7    | 5    |      |
| 4    | Saint Kitts en Nevis | 1   | 0           | 3           | 1    | 9    |      |

### Groep K
- Locatie:  Britse Maagdeneilanden
- Data:27-28 juli 2013

|      |                                |     | Wedstrijden | Wedstrijden | Sets | Sets | Sets |
| Rank | Team                           | Pts | W           | L           | W    | L    |      |
| ---- | ------------------------------ | --- | ----------- | ----------- | ---- | ---- | ---- |
| 1    | Dominicaanse Republiek         | 15  | 3           | 0           | 9    | 0    |      |
| 2    | Panama                         | 10  | 2           | 1           | 6    | 3    |      |
| 3    | Saint Vincent en de Grenadines | 4   | 1           | 2           | 3    | 7    |      |
| 4    | Britse Maagdeneilanden         | 0   | 0           | 3           | 1    | 9    |      |

### Groep L
- Locatie:  Aruba
- Data:18-19 mei 2013

|      |                    |     | Wedstrijden | Wedstrijden | Sets | Sets | Sets |
| Rank | Team               | Pts | W           | L           | W    | L    |      |
| ---- | ------------------ | --- | ----------- | ----------- | ---- | ---- | ---- |
| 1    | Costa Rica         | 13  | 3           | 0           | 9    | 2    |      |
| 2    | Aruba              | 7   | 2           | 1           | 6    | 6    |      |
| 3    | Curaçao            | 8   | 1           | 2           | 6    | 6    |      |
| 4    | Antigua en Barbuda | 2   | 0           | 3           | 2    | 9    |      |

### Groep M
- Locatie:  Suriname
- Data:15-16 juni 2013

|      |            |     | Wedstrijden | Wedstrijden | Sets | Sets | Sets |
| Rank | Team       | Pts | W           | L           | W    | L    |      |
| ---- | ---------- | --- | ----------- | ----------- | ---- | ---- | ---- |
| 1    | Suriname   | 10  | 2           | 1           | 6    | 3    |      |
| 2    | Guatemala  | 10  | 2           | 1           | 6    | 3    |      |
| 3    | Martinique | 10  | 2           | 1           | 6    | 3    |      |
| 4    | Anguilla   | 0   | 0           | 3           | 0    | 9    |      |

### Groep N
- Locatie:  Guadeloupe
- Data:15-16 juni 2013

|      |            |     | Wedstrijden | Wedstrijden | Sets | Sets | Sets |
| Rank | Team       | Pts | W           | L           | W    | L    |      |
| ---- | ---------- | --- | ----------- | ----------- | ---- | ---- | ---- |
| 1    | Guadeloupe | 13  | 3           | 0           | 9    | 2    |      |
| 2    | Honduras   | 12  | 2           | 1           | 8    | 3    |      |
| 3    | Dominica   | 4   | 1           | 2           | 3    | 7    |      |
| 4    | Grenada    | 1   | 0           | 3           | 1    | 9    |      |

## Derde Ronde

### Groep O
- Locatie:  Verenigde Staten
- Data:21-26 mei 2014

|      |                  |     | Wedstrijden | Wedstrijden | Sets | Sets | Sets |
| Rank | Team             | Pts | W           | L           | W    | L    |      |
| ---- | ---------------- | --- | ----------- | ----------- | ---- | ---- | ---- |
| 1    | Verenigde Staten | 15  | 3           | 0           | 9    | 0    |      |
| 2    | Guatemala        | 10  | 2           | 1           | 6    | 3    |      |
| 3    | Haïti            | 4   | 1           | 2           | 3    | 7    |      |
| 4    | Saint Lucia      | 1   | 0           | 3           | 1    | 9    |      |

### Groep P
- Locatie:  Cuba
- Data:28 mei -2 juni 2014

|      |                        |     | Wedstrijden | Wedstrijden | Sets | Sets | Sets |
| Rank | Team                   | Pts | W           | L           | W    | L    |      |
| ---- | ---------------------- | --- | ----------- | ----------- | ---- | ---- | ---- |
| 1    | Cuba                   | 14  | 3           | 0           | 9    | 1    |      |
| 2    | Dominicaanse Republiek | 11  | 2           | 1           | 7    | 3    |      |
| 3    | Barbados               | 5   | 1           | 2           | 3    | 6    |      |
| 4    | Suriname               | 0   | 0           | 3           | 0    | 9    |      |

### Groep Q
- Locatie:  Canada
- Data:4-9 juni 2014

|      |                    |     | Wedstrijden | Wedstrijden | Sets | Sets | Sets |
| Rank | Team               | Pts | W           | L           | W    | L    |      |
| ---- | ------------------ | --- | ----------- | ----------- | ---- | ---- | ---- |
| 1    | Canada             | 15  | 3           | 0           | 9    | 0    |      |
| 2    | Costa Rica         | 7   | 2           | 1           | 6    | 6    |      |
| 3    | Panama             | 5   | 1           | 2           | 4    | 7    |      |
| 4    | Trinidad en Tobago | 3   | 0           | 3           | 3    | 9    |      |

### Groep R
- Locatie:  Puerto Rico
- Data:25-30 juni 2014

|      |             |     | Wedstrijden | Wedstrijden | Sets | Sets | Sets |
| Rank | Team        | Pts | W           | L           | W    | L    |      |
| ---- | ----------- | --- | ----------- | ----------- | ---- | ---- | ---- |
| 1    | Puerto Rico | 15  | 3           | 0           | 9    | 0    |      |
| 2    | Mexico      | 9   | 2           | 1           | 6    | 4    |      |
| 3    | Bahama's    | 6   | 1           | 2           | 4    | 6    |      |
| 4    | Brunei      | 0   | 0           | 3           | 0    | 9    |      |

## Play-off Ronde
- Locatie:  Puerto Rico
- Data: 9-14 juli 2014

|      |                        |     | Wedstrijden | Wedstrijden | Sets | Sets | Sets |
| Rank | Team                   | Pts | W           | L           | W    | L    |      |
| ---- | ---------------------- | --- | ----------- | ----------- | ---- | ---- | ---- |
| 1    | Puerto Rico            | 13  | 3           | 0           | 9    | 2    |      |
| 2    | Dominicaanse Republiek | 11  | 2           | 1           | 8    | 4    |      |
| 3    | Costa Rica             | 6   | 1           | 2           | 4    | 6    |      |
| 4    | Guatemala              | 0   | 0           | 3           | 0    | 9    |      |